# Chemin de fer Bulle–Romont
Le Chemin de fer Bulle–Romont (BR) est une ligne de chemin de fer à voie normale de 18 km reliant la gare de Bulle à Romont, et la compagnie qui l'exploitait jusqu'en 1942. La ligne fait actuellement partie du réseau des Transports publics fribourgeois.

## Histoire

### Chemin de fer Bulle–Romont
Lors de la planification du réseau ferré suisse, la région de la Gruyère souhaitait que la principale ligne est-ouest passe par Berne, Fribourg, Bulle et Vevey ou au moins que la ligne reliant Lausanne à Fribourg passe par Bulle ou ses environs. Le Conseil fédéral se prononce cependant en faveur du tracé Lausanne – Oron – Romont – Fribourg. La ligne Lausanne – Fribourg – Berne (LFB) est ouverte le 4 septembre 1862. La ville de Bulle décide donc de se raccorder à cette ligne à Romont.
En octobre 1864, la ville de Bulle passe une convention avec l'ingénieur londonien Charles Burn pour la construction d'un chemin de fer à simple voie de Bulle à Romont selon les conditions suivantes : M. Burn doit assurer aux voyageurs et aux marchandises la sécurité la plus complète et la voie doit permettre la circulation du matériel roulant des autres lignes suisses. Il prend cet engagement à ses risques et périls pour le prix de 2,25 millions de francs. La ville de Bulle demandera en son nom la concession de la voie ferrée et la rétrocédera à une société anonyme d'un capital social d'un million de francs.
Le 29 juin 1868 a lieu l'inauguration du chemin de fer de Bulle à Romont après trois ans de travaux. Après l'office célébré par Mgr Marilley, la bénédiction de la voie et des locomotives a lieu à la gare de Bulle entourée de nombreux habitants de la région. Les invités, notamment le conseiller fédéral Karl Schenk, se rendent ensuite à l'Hôtel de ville pour le banquet officiel.
La ligne Bulle–Romont, longue de 18 km, est ouverte au public le 1er juillet 1868. Trois trains par jour relient Bulle à Romont d'où partent des trains vers Fribourg et Lausanne. Le trajet de Bulle à Romont se fait en 55 minutes et le trajet de Bulle à Fribourg en 2 heures et 45 minutes.
Remarquons qu'au début de son exploitation, le service de la ligne fut assuré par la Compagnie Suisse-Occidentale, puis dès 1881, par la Compagnie Suisse-Occidentale-Simplon et en 1890 par la compagnie du Chemin de fer Jura-Simplon jusqu'en 1903. Les CFF assurèrent le service jusqu'à la reprise des gares et des trains le 1er janvier 1929 par la Société BR elle-même puis du service des tractions, le 1er janvier 1934.

### Chemins de fer fribourgeois (GFM)
Le 1er janvier 1942, Chemins de fer électriques de la Gruyère (CEG), le Chemin de fer Fribourg–Morat–Anet (FMA) et le Chemin de fer Bulle–Romont (BR) fusionnent et créent les Chemins de fer fribourgeois Gruyère–Fribourg–Morat (GFM). La traction électrique est mise en service sur la ligne Bulle–Romont le 8 mai 1946.

### Transports publics fribourgeois
Le 1er janvier 2000, les GFM fusionnent avec la compagnie des Transports en commun de Fribourg (TF) pour former les Transports publics fribourgeois (TPF).
Fin 2010, il a été décidé d'étendre les liaisons ferroviaires de Bulle à Berne via Fribourg lors du changement d'horaire de décembre 2011. Pour ce faire, la ligne entre Bulle et Romont a dû être entièrement rénovée. Pendant les travaux de reconstruction, l'exploitation de la ligne s'est poursuivie, sauf entre le 11 juillet et le 10 décembre 2010. Pendant cette période de fermeture, l'infrastructure de la ligne a été adaptée pour répondre aux nouvelles contraintes d'exploitation. Les gares de Vuisternens-devant-Romont, Sâles et Vaulruz-Nord ont été transformées en points de croisement. Ces points de croisement sont conçus de manière à permettre la circulation de rames FLIRT couplées en unités doubles. Toutes les gares intermédiaires ont été fermées aux voyageurs, les villages étant désormais desservis par car, et certaines installations publiques ont été supprimées. Auparavant gérés par le Centre d’exploitation de Lausanne, les trains sont télécommandés depuis Bulle depuis 2011.

## Projet
Annoncé pour 2024 et finalement prévu pour 2028, le tronçon ferroviaire entre Romont et Vuisternens-devant-Romont sera raccourci, passant de 4 200 mètres à 3 336 mètres. La diminution de la longueur du parcours grâce à un pont de 970 mètres entre Romont et Mézières et une augmentation de la vitesse jusqu'à 160 km/h permettra de gagner trois minutes entre Romont et Bulle ; dès 2028 ce trajet durera 15 minutes.